# Ĝ
Ĝ, Ĝĝ – litera alfabetu łacińskiego używana w Esperanto przypisana spółgłosce [d͡ʒ], bywa również wymawaiana jako [ɖ͡ʐ]. Jej wymowa odpowiada wymowie dwuznaku dż w języku polskim.
W h systemie (zalecanym w "Fundamento de Esperanto") zastępuje się tę literę przez gh. W x systemie litera ĝ jest zastępowana przez gx.